# Gieorgij Jumatow
Gieorgij Aleksandrowicz Jumatow (ros. Гео́ргий Алекса́ндрович Юма́тов, ur. 11 marca 1926 w Moskwie, zm. 6 października 1997 w Moskwie) – radziecki aktor. Wystąpił w 65 filmach w latach 1947–1994.
Gieorgij Jumatow zmarł 6 października 1997 roku w Moskwie w wieku 71 lat. Został pochowany na Cmentarzu Wagańkowskim.

## Filmografia
- 1947: Wiosna (Весна) jako asystent charakteryzatora
- 1947: Aleksander Matrosow (Рядовой Александр Матросов) jako żołnierz
- 1948: Młoda gwardia (Молодая гвардия) jako Anatolij Popow
- 1948: Opowieść o prawdziwym człowieku (Повесть о настоящем человеке)
- 1948: Trzy spotkania (Три встречи) jako tokarz
- 1950: Zwycięzca przestworzy (Жуковский) jako Kasjanow
- 1953: Admirał Uszakow (Адмирал Ушаков) jako Wiktor Jermołajew
- 1953: Okręty szturmują bastiony (Корабли штурмуют бастионы) jako Wiktor Jermołajew
- 1955: Bohaterowie Szipki (Герои Шипки) jako kozak Saszko Kozyr
- 1955: Poemat pedagogiczny (Педагогическая поэма) jako Sasza Zadorow
- 1959: Ballada o żołnierzu (Баллада о солдате) jako sierżant rozdający mydło
- 1961: Dwa życia (Две жизни) jako Graf
- 1969: Niebezpieczne tournée (Опасные гастроли) jako Maksym
- 1971: Oficerowie (Офицеры) jako Aleksiej Trofimow
- 1973: Dacza (Дача) jako Trawnikow
- 1974: Ostatnie spotkanie (Последняя встреча) jako ojciec Pawła
- 1979: Moskwa nie wierzy łzom (Москва слезам не верит) – cameo

i inne